# تيد وينفيلد
تيد وينفيلد (بالإنجليزية: Ted Wingfield) هو لاعب كرة قاعدة أمريكي، ولد في 7 أغسطس 1899 في بيدفورد في الولايات المتحدة، وتوفي في 18 يوليو 1975 في جونسون سيتي في الولايات المتحدة.

## وصلات خارجية
- تيد وينفيلد على موقعبيزبول رفرنس.كوم (الدوري الرئيسي) (الإنجليزية)
- تيد وينفيلد على موقعبيزبول رفرنس.كوم (الدوري الثانوي) (الإنجليزية)